# Kompromiss von Caspe

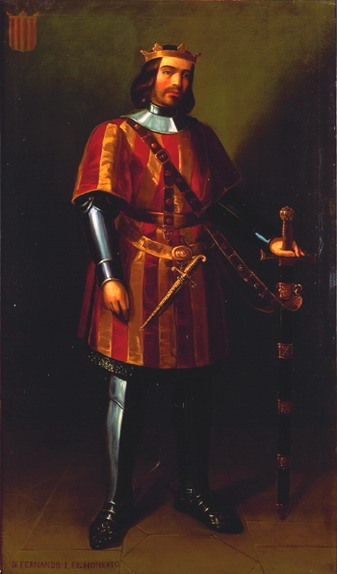
Ferdinand I. von Aragonien (historisierende Darstellung)

Der Kompromiss von Caspe (Spanisch: Compromiso de Caspe) war das von den Unterhändlern Aragóns, Valencias und des Fürstentums Katalonien festgelegte Verfahren zur Beendigung des Interregnums in Aragón, das durch den Tod von Martin I. von Aragón entstanden war. Als Zwischenstufe ging ihr die Übereinkunft von Alcañiz (Concordia de Alcañiz) voraus.

## Ausgangssituation
Am 31. Mai 1410 starb Martin I. von Aragón, ohne einen Thronfolger zu hinterlassen. Er hatte vier Kinder (Martin, Jaime, Juan und Margarita) die aber alle vor ihrem Vater starben.
Diese  Situation ungeregelter Nachfolge barg, ausgehend von den in Frage kommenden Kandidaten, die Gefahr eines Erbfolgekrieges in sich. Auf Grund der realen Machtverhältnisse hatten zunächst zwei Anwärter die größten Chancen:
- Jaume II., Graf von Urgell, Großneffe väterlicherseits von Alfons IV. von Aragón
- Ludwig von Anjou, Herzog von Kalabrien, Neffe mütterlicherseits von Juan I. von Aragón

Aber es gab auch weitere Anwärter:
- Fernando de Trastámara, Infant von Kastilien, Neffe mütterlicherseits von Pedro IV. von Aragón
- Alfonso de Aragón y Foix, Herzog von Gandía, Graf von Ribagorza, mütterlicherseits Neffe von Jaume II. von Aragón
- Joan I., Graf von Prades, als Bruder des vorgenannten Alfons I. mit den gleichen – als Jüngerer jedoch nachrangigen – dynastischen Ansprüchen
- Fadrique de Aragón, Graf von Luna, unehelicher Sohn von Martin I. von Sizilien

## Prozedur
Die Unterhändler Aragóns, Valencias und des Fürstentums Katalonien trafen sich am 15. Februar 1412 in Alcañiz, um über die Verfahrensfragen zu beraten. Die Verhandlungen wurden durch Kämpfe zwischen den Adelsfraktionen, die Ungeduld der Parteigänger Jaimes II. und das Eingreifen kastilischer Truppen auf Seiten Fernandos I. erschwert. 
In der Übereinkunft von Alcañiz (Concordia de Alcañiz) einigten sich die Vertreter schließlich auf folgende neun Personen, die in der aragonesischen Stadt Caspe per Abstimmung über die Rechte der Prätendenten befinden sollten: 
- Domingo Ram, Bischof von Huesca.
- Francisco de Aranda, ehemaliger Berater der Krone und Gesandter des Gegenpapstes Benedikt XIII
- Berenguer de Bardají, Gelehrter und Jurist  der Cortes von Aragón
- Pedro de Sagarriga, Erzbischof von Tarragona
- Bernardo de Gualbes, Syndikus und Ratsherr von Barcelona.
- Guillem de Vallseca, Generaljurist der katalanischen Cortes
- Bonifacio Ferrer, Prior des Karthäuserklosters von Porta Coeli
- San Vicente Ferrer, Valencianischer Dominikaner
- Pedro Beltrán, Bürger Valencias und Rechtsgelehrter (er ersetzte Ginés Rabassa)

## Abstimmung
Am 24. Juni 1412 fand die Abstimmung statt. Anfangs schienen die katalanischen Repräsentanten unentschieden, während die Aragonesen und Valencianer dem Wollhandel Kastiliens näher standen und deswegen für Fernando von Trastámara stimmten. Das Endergebnis – basierend auf den Voten der drei aragonesischen Repräsentanten, der zwei kirchlichen Vertreter Valencias sowie Bernardo de Gualbes als Vertreter des katalanischen Bürgertums – fiel zugunsten Fernandos aus. Am 28. Juni 1412 wurde er als Fernando I. zum König von Aragón ausgerufen. 